# Combretum esteriense
Espèce
Statut de conservation UICN

 EN B1ab(i,ii,iii,iv)+2ab(i,ii,iii,iv); D : En danger
Combretum esteriense est une espèce de plantes à fleurs de la famille des Combretaceae endémique du Gabon.

## Répartition et habitat
Cette espèce est endémique du Gabon, où elle pousse dans les forêts côtières.

## Menaces et conservation
Cette espèce est principalement menacée par la destruction des forêts, l'extraction de sable et l'expansion de Libreville
Elle est présente dans le parc national d'Akanda et la forêt classée de la Mondah.